# Most Štefánika
Most Štefánika (cz. Štefánikův most) – most nad Wełtawą, w Pradze, stolicy Czech. Łączy Revoluční třída na granicy Starego i Nowego Miasto oraz Tunel Letenski.
Oryginalny most im. cesarza Franciszka Józefa został zbudowany w latach 1865–1868 i był przebudowany w 1898 roku. W latach 1946–1947 został rozebrany.
Obecny most został zbudowany w latach 1949–1951. Jest to konstrukcja żelbetowa z trzech przęseł, o rozpiętości 58,8 m, 65,1 m i 64,4 m. Ma długość 182 m, a z rampami najazdowymi to 263 m. Projektantami mostu byli Vlastislav Hofman i Otakar Širc. Przy budowie użyto po raz pierwszy pierścieniowych rur stalowych. W pobliżu mostu w latach 1969–1999 istniał pomnik Jana Švermy, co przyczyniło się do dawniej nazwy Most Švermy (Švermův most).
W 2007 roku rozpoczęto całkowitą przebudowę mostu. Zmieniono całkowicie jezdnię. Wymieniono asfalt zarówno na jezdni jak i na chodnikach. Zmodernizowano również tory tramwajowe na moście. 

## Zmiany nazwy mostu
- 1868–1919: most cesarza Franciszka Józefa I. (Franciszek Józef I)
- 1919–1940: most Štefánika (Milan Rastislav Štefánik)
- 1940–1945: most Leoša Janáčka (Leoš Janáček)
- 1945–1947: most Štefánika
- 1947–1997: most Švermy (Jan Šverma)
- od 1997: most Štefánika